# Anderson Pyramid
Die Anderson Pyramid (deutsch: Anderson-Pyramide) ist ein 1400 m hoher und ausgeprägt pyramidenförmiger Berggipfel und der südlichste Vertreter der Bigler-Nunatakker in den Usarp Mountains.
Das Advisory Committee on Antarctic Names benannte ihn nach Stabsunteroffizier Robert J. Anderson von der United States Army, diensthabender Offizier einer Hubschrauberstaffel zur Unterstützung des United States Geological Survey zur Erkundung des Gebiets in den Jahren 1962 bis 1963.